# Operation and Maintenance Center
Ein Operation and Maintenance Center (OMC) ist eine Betriebs- und Wartungszentrale für Telekommunikationsnetze. Das OMC hat die Aufgabe den Betrieb des Netzes sicherzustellen. Der Schwerpunkt dabei ist das Verkehrsmanagement. 
Zu den vielfältigen Aufgaben eines OMCs gehört es dabei, Fehler zu erkennen, Ausfälle des Netzes zu vermeiden, und auf jede Art von Ereignis (Überlast, Ausfall von Verbindungen etc.) zu reagieren. Des Weiteren setzt ein OMC zusammen mit Mitarbeitern vor Ort, Planungsvorgaben um. Dies beinhaltet zum Beispiel die Fernkonfiguration von Netzwerkkomponenten und andere Fernwartungsaktivitäten, wie das Einspielen neuer Betriebssoftware aus der Ferne. Ebenso sammelt ein OMC Statistiken über den Netzverkehr. Diese dienen als Grundlage für die zukünftige Netzplanung. Nicht zuletzt betreibt ein OMC meist auch Systeme zur Gebührenerfassung.
Bei größeren Netzen sind hierarchische Organisationen üblich, bei denen mehrere OMCs, die jeweils einen Teil (häufig eine geographische Region) eines Netzes verwalten, einem Network Management Center (NMC) untergeordnet sind. Das NMC erlaubt dabei eine Gesamtansicht auf das Netz und ein übergeordnetes Management. 
Die Aufgaben eines OMC werden üblicherweise vom Betriebspersonal mit Computerunterstützung erledigt. Vollautomatische OMCs sind selten, um nicht zu sagen in weiten Bereichen eine Utopie. Teilaufgaben eines OMCs lassen sich automatisieren und sind häufig auch automatisiert, doch wird heutzutage immer noch der Mensch, und sein Sachverstand bei Entscheidungen benötigt. Auch müssen automatische Systeme entsprechend konfiguriert werden um später Entscheidungen treffen zu können. Aufgrund der sich üblicherweise ständig in Bewegung befindlichen Netzkonfiguration erfordert dies eine ständige Wartung der automatisierten Systeme.
Das wichtigste Werkzeug in einem OMC sind die sogenannten Operation Support Systems (OSS). Dabei handelt es sich um Computersysteme zur Fernüberwachung und Steuerung der Netzwerkelemente. Häufig setzt ein OMC mehrere OSS ein. Der Hauptgrund dafür ist, dass sich die Netzwerkkomponenten eines Herstellers oft nur vollständig mit dem proprietären OSS desselben Herstellers managen lassen. Kapazitätsgründe sind ein anderer Grund für den Einsatz mehrerer OSS in einem OMC.
OMCs sind sicherheitskritische Bereiche. Bei modernen Netzen liegt praktisch jede aktive Komponente wie ein offenes Buch vor. Dementsprechend werden OMCs gesichert. Auch innerhalb eines OMCs sind weitere Sicherungsmaßnahmen üblich. Mitarbeitern werden Rollen zugeordnet, an die bestimmte Zugriffsrechte – durch das OSS überwacht – gebunden sind.